# 福村町
福村町（ふくむらちょう）は、徳島県阿南市の町名。2014年3月31日現在の人口は582人、世帯数は256世帯。郵便番号は〒774-0004。

## 地理
阿南市の北東部に位置し、北は向原町、東は豊益町、南から西は畭町に接する。北方に福村漁港があり、地内には徳島県道23号富岡港線が通る。
古くは三田原（さんたはら）とも称し、宝暦6年に伊勢家初代権左衛門が地内の東浜から新田開発を始めたと伝わる。

### 小字
- 北筋
- 南筋

## 歴史
元は那賀郡富岡町西路見の一部で昭和33年に阿南市が誕生し、現在の町名となる。

## 施設
- 淡島海岸
- 大峯神社
- 蛭子神社

## 交通

### 道路
都道府県道
- 徳島県道23号富岡港線

### 路線バス
徳島バス
- 福村南
- 福村
- 王子製紙前